# BBC Radio 1 John Peel Sessions
BBC Radio 1 John Peel Sessions – album grupy I Am Kloot, wydany 30 października 2006 roku. Na płycie znalazła się kompilacja dwóch sesji nagraniowych, tzw. Peel Sessions, zrealizowanych w studiu Maida Vale 4 (BBC) na potrzeby audycji radiowej Johna Peela w dniach 18 lipca 2001 i 5 lutego 2004 roku (tę drugą sesję wyemitowano 11 marca 2004).
Na zarejestrowany materiał złożyły się piosenki znane z poprzednich płyt grupy, utwór „Titanic” z jej pierwszego singla („Titanic”/„To You”) oraz „This House is Haunted” ze strony B singla „Life in a Day”. Utwór „Coincidence” znalazł się tu w zupełnie innej aranżacji, jako „Untitled (Coincidence)”.
Album ukazał się w formacie CD (digipak) nakładem wytwórni Skinny Dog Records.

## Lista utworów
Autorem wszystkich piosenek jest John Bramwell.
Utwory 1-6 zarejestrowano podczas z pierwszej sesji, pozostałe (7-11) – podczas sesji drugiej (w informacje zawarte wewnątrz okładki płyty wkradł się drobny błąd, sugerujący, że utwór 7 zarejestrowano jednocześnie podczas obu sesji).
| 1.  | „Storm Warning”           | 4:13  |
|     |                           |       |
| 2.  | „Twist”                   | 3:29  |
|     |                           |       |
| 3.  | „Titanic”                 | 3:27  |
|     |                           |       |
| 4.  | „86 TV's”                 | 3:04  |
|     |                           |       |
| 5.  | „Stop”                    | 4:23  |
|     |                           |       |
| 6.  | „From Your Favourite Sky” | 3:10  |
|     |                           |       |
| 7.  | „Life in a Day”           | 2:52  |
|     |                           |       |
| 8.  | „This House Is Haunted”   | 3:12  |
|     |                           |       |
| 9.  | „Proof”                   | 2:31  |
|     |                           |       |
| 10. | „Strange Without You”     | 2:26  |
|     |                           |       |
| 11. | „Untitled (Coincidence)”  | 1:30  |
|     |                           |       |
|     |                           | 34:17 |
|     |                           |       |

## Twórcy
Instrumenty:
- John Bramwell
- Andy Hargreaves
- Peter Jobson

Produkcja i miksowanie:
- Simon Askew – produkcja (1-sza sesja)[4]
- Jerry Smith – produkcja (2-ga sesja)[4]
- Nick Scripps – inżynieria (obie sesje)[4]
- Colin McLeod – mastering (Moolah Rouge Studios, Stockport)[4]

Oprawa graficzna:
- Steve Gullick – zdjęcie zespołu (na okładce)[4]